# Philippe de Ville-sur-Illon
Philippe de Ville-sur-Illon, mort en 1409 à Perpignan, est le soixante-cinquième évêque de Toul, de 1399 à 1409. Il était fils de Jean, seigneur de Ville-sur-Illon, et de Marguerite de Villersexel.

## Biographie
Après le départ de Savin de Florence pour le diocèse de Saint-Jean-de-Maurienne, son prédécesseur Jean de Neufchâtel avait administré le diocèse de Toul sans avoir été reélu évêque et était mort en 1398. Lui et son chapitre étaient partisans des papes d'Avignon. L'empereur Venceslas, partisan du pape de Rome, voulut faire revenir le diocèse de Toul du côté romain et demanda à recevoir trois ans de revenus du diocèse, prétextant que Jean de Neuchâtel n'avait pas eu l'investiture temporel, et interdit l'élection d'un évêque qu'il n'agréerait pas. Les chanoines refusèrent d'obtempérer, tandis que le duc Charles II de Lorraine manœuvrait pour faire élire un de ses protégés et parents, Philippe de Ville-sur-Illon. Elu il n'avait que vingt-et-un ans, mais le pape d'Avignon Benoît XIII lui accorda une dispense.
La situation se compliqua par la suite, l'évêque se brouilla avec son chapitre et Venceslas est déposé en 1400 au profit de Robert de Wittelsbach, mais ne renonça pas au trône. Toul était divisé entre les partisans des deux empereurs et Philippe dut fuir la ville. Charles II, duc de Lorraine, et es alliés Édouard, marquis de Pont-à-Mousson et fils du duc de Bar et Ferry Ier, comte de Vaudémont assiégèrent Toul pendant deux ans avant qu'elle ne capitule. Mais des troubles éclatèrent encore avant qu'une paix soit signée en 1406. Philippe, pendant ce temps vivait à la cour du pape Benoît XIII et meurt en 1409 à Perpignan. Charles II de Lorraine fit nommer son frère pour lui succéder.